# Паулу Кассома
Антоніу Паулу Кассома (порт. António Paulo Kassoma; нар. 6 червня 1951 року, Луанда, Ангола) — ангольський політик, колишній прем'єр-міністр Республіки Ангола з 30 вересня 2008 до 5 лютого 2010 року.
З 1978 до 1979 року, Кассома був заступником міністра оборони з питань озброєння і технологій в уряді Народного руху за звільнення Анголи (МПЛА). Пізніше, з 1988 до 1989 року, він був заступником міністра, потім, з 1989 до 1992 року, міністром транспорту й комунцікацій. 9 квітня 1992 року був переведений на посаду міністра з координації територіального управління.
До призначення главою уряду займав посади губернатора провінції Уамбо й першого секретаря МПЛА у цій провінції.
26 вересня 2008 року, після перемоги МПЛА на парламентських виборах, Політбюро партії обрало Кассому прем'єр-міністром. Відповідно до рішення Політбюро президент Жозе Едуарду душ Сантуш призначив його на пост глави уряду 30 вересня 2008 року, й тим самим указом звільнив з посту губернатора провінції Уамбо. Кассома склав присягу того ж дня. Виступаючи перед журналістами після цього, він сказав, що буде надавати перевагу прискоренню процесу національного примирення.
Уряд Кассоми був сформований 1 жовтня. До його складу увійшли 35 членів, 17 з яких були новими.
Відповідно до положень нової конституції, прийнятої Національними зборами 21 січня 2010 року, посаду прем'єр-міністра було скасовано. Кассома призначений головою Національних зборів, замінивши Фернанду да Пієдаде Діаз душ Сантуша, який був призначений віце-президентом Анголи.